# سایوز۶
سایوز-۶ (به روسی: Союз ۶) (به معنای اتحاد ۶) بخشی از یک مأموریت مشترک با سایوز-۷ و سایوز-۸ بود که توسط سازمان فضایی شوروی به فضا پرتاب شد. سایوز-۶ قرار بود به دو فضاپیمای سایوز-۷ و سایوز-۸ که از قبل به یکدیگر متصل شده بودند، متصل شده و بدین ترتیب ۷ فضانورد روسی همزمان در مدار بچرخند. البته سیستم ترازیابی فضایی هر سه فضاپیما با مشکل مواجه شد و هیچ‌کدام از فضاپیماها نتوانستند ترازیابی و اتصال را برقرار کنند و این بخش از مأموریت با شکست مواجه شد.

البته سایوز-۶ نسبت به سایوز-۷ و سایوز-۸ اهداف دیگری هم در برنامه‌ریزی خود داشت و همین موضوع باعث می‌شد این مأموریت اهمیت بیشتری یابد. یکی از برنامه‌های مهم سایوز-۶، تست جوشکاری در فضا با ۳ روش مختلف بود که با موفقیت انجام شد. همچنین این فضاپیما باید از مراحل ترازیابی و اتصال دو فضاپیمای دیگر فیلمبرداری می‌کرد. هنوز هم علت دقیق شکست مأموریت‌ها مشخص نشده‌است اما گمانه زنی‌هایی مبنی بر تأثیرگذاری مخرب هلیوم که در فضاپیمای سایوز7k-ok برای مراحل جوشکاری در این نمونه جاگذاری شده بود، عامل اصلی شکست مأموریت به حساب می‌آید. 

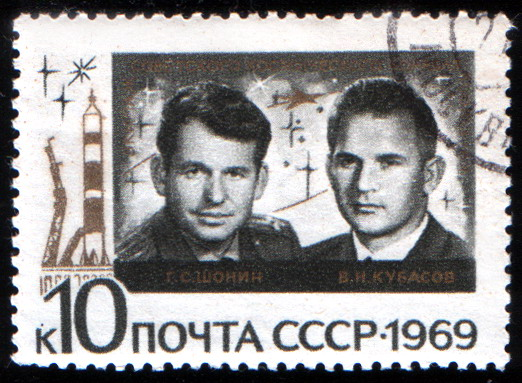
تصاویر فضانوردان سایوز-۶ روی تمبر

## خدمه مأموریت
| شماره | نام           | ملیت               | تعداد پرواز | نقش عملیاتی | تصویر |
| ۱     | گئورگی شونین  | اتحاد جماهیر شوروی | ۱           | فرمانده     |       |
| ۲     | والری کوباسوف | اتحاد جماهیر شوروی | ۱           | مهندس پرواز |       |